# Josef Vajs

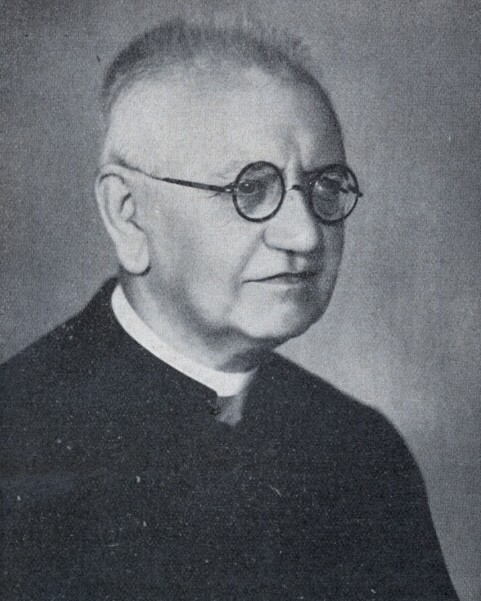

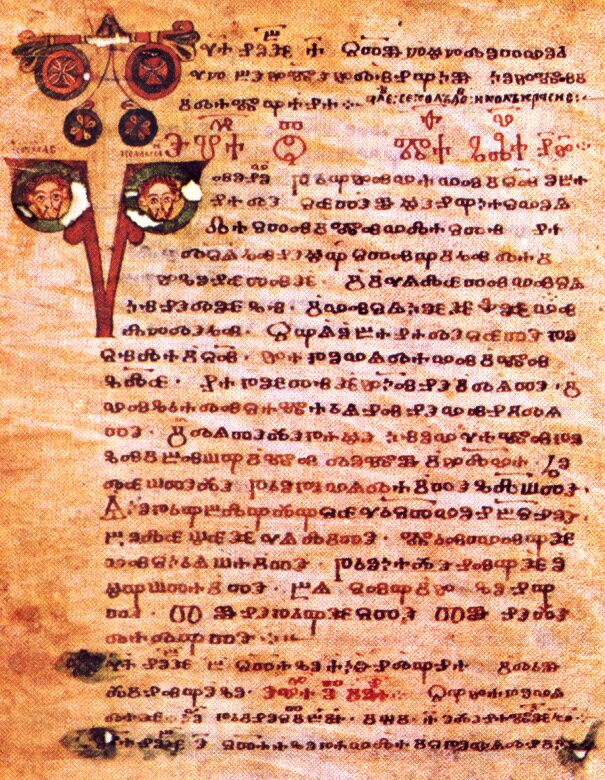
Eine Seite des Evangeliarum Assemani. Das Manuskript wurde von Josef Vajs und Josef Kurz 1929 in einer Faksimile-Edition herausgegeben.

Josef Vajs (* 17. Oktober 1865 in Dolní Liboc (heute ein Stadtteil von Prag); † 2. Juli 1959 in Prag) war ein tschechoslowakischer katholischer Priester. Er war Professor an der Karlsuniversität in Prag und Herausgeber kirchenslawischer liturgischer Texte und Schriftdenkmäler.

## Leben
Vajs wurde 1865 in einem Prager Vorort als Sohn des Zimmermannes Josef Vajs und dessen Frau Marie geboren. 1885 legte er in Prag das Abitur ab. Anschließend studierte er bis 1890 Theologie in Rom. Am 21. Dezember 1889 wurde er dort zum Priester geweiht.
Nach seiner Rückkehr war Josef Vajs in Prag als Geistlicher tätig; daneben besuchte er Vorlesungen bei den Slawisten Jan Gebauer und František Pastrnak. 1912 habilitierte er sich als Dozent. 1918 wurde er zum außerordentlichen und 1919 zum ordentlichen Professor ernannt. Bis zu seiner Emeritierung 1937 unterrichtete Josef Vajs an der Karlsuniversität Altkirchenslawisch und Slawische Liturgie. Er starb 1959 in Prag.

## Werk
Seit 1897 besuchte Vajs regelmäßig die kroatische Insel Krk und erforschte die dortige glagolitische Literatur und die erhaltenen Schriftdenkmäler. Diese Vorarbeit gipfelte in einem vierjährigen Studienaufenthalt in Krk (1902–1906). Er edierte Texte des Alten Testaments, Breviere und Messbücher in kirchenslawischer Sprache. 1905 gab er in Rom ein Messbuch für die kroatischen Diözesen in glagolitischer Schrift heraus. Auch in Prag hielt Vajs Gottesdienste im Altslawischen Ritus ab und besorgte die Ausgaben der hierzu notwendigen liturgischen Bücher.
Die 1929 von Vajs veröffentlichte Zusammenstellung aller altkirchenslawischen Texte über die böhmischen Landespatrone Wenzel und Ludmilla ist bis heute ein Referenzwerk geblieben. Ebenfalls 1929 gab er gemeinsam mit Josef Kurz das Evangeliarum Assemani, einen glagolitischen Evangelientext des 10. Jahrhunderts, in einer Faksimile-Edition heraus. 1935–1936 erschien seine vierbändige Rekonstruktion der ältesten slawischen Evangelienübersetzung, die Kyrill und Methodius im 9. Jahrhundert für die Slawenmission geschaffen hatten.  1948–1952 wirkte er am Altkirchenslawischen Wörterbuch (slovník jazyka staroslověnského) mit. Seine letzte bedeutende Arbeit war eine kommentierte Edition von Josef Dobrovskýs Werk Cyrill und Method, der Slawen Apostel, in der er die Forschungsgeschichte zu Kyrill und Methodius von den Zeiten Dobrovskýs bis in seine Gegenwart zusammenfasste.
Josef Vajs war Mitglied der Tschechischen Akademie der Wissenschaften und Künste, der Königlich Böhmischen Gesellschaft der Wissenschaften, korrespondierendes Mitglied der Südslawischen Akademie in Zagreb und Ehrenmitglied des Slawischen Instituts in Prag. Er war päpstlicher Prälat, Kanoniker des Kollegiatkapitels an der Prager Burg und Ehrenkanoniker der Domkapitel in Zagreb, Split und Krk.